# Ruohikkoluoto
Ruohikkoluoto är en ö i Finland. Den ligger i sjön Iisvesi, Virmasvesi och Rasvanki och i kommunerna Tervo och Rautalampi och landskapet Norra Savolax, i den centrala delen av landet, 300 km norr om huvudstaden Helsingfors. Öns area är omkring 520 kvadratmeter och dess största längd är 60 meter i sydöst-nordvästlig riktning. Gränsen mellan kommunerna går i rät linje över mitten på ön och sedan fram till ett hörn i vattnet 900 meter nordost om Ruohikkoluoto.